# Arhacia lignaris
Arhacia lignaris är en fjärilsart som beskrevs av William Schaus 1911. Arhacia lignaris ingår i släktet Arhacia och familjen tandspinnare. Inga underarter finns listade i Catalogue of Life.